# Gare de Grenelle-Ceinture
La gare de Grenelle-Ceinture est une gare ferroviaire française désaffectée de la ligne de Petite Ceinture, située dans le 15e arrondissement de Paris, à proximité de la station de métro Balard, en région Île-de-France. La gare fut mise en service en 1867 et désaffectée en 1934.

## Situation ferroviaire
La gare de Grenelle-Ceinture est située au point kilométrique (PK) 10,399 de la ligne de Petite Ceinture, désaffectée, entre les gares de Point-du-Jour et de Vaugirard-Ceinture.
Une bifurcation au niveau de la gare permettait d'atteindre rapidement la gare de Grenelle-marchandises.

## Historique
La gare de Grenelle-Ceinture est mise en service en 1867.
En octobre 1896, à l'occasion de leur visite en France, le tsar de Russie Nicolas II et son épouse Alexandra traversent la gare de Grenelle-Ceinture pour gagner la gare de Passy-la-Muette (16e arrondissement).
Comme le reste de la Petite Ceinture, la gare est fermée au trafic voyageurs depuis le 23 juillet 1934. Le viaduc lui permettant de rejoindre la gare du Point-du-Jour est détruit au tournant des années 1960, afin de faciliter le trafic automobile.